# Privatbrauerei Ganser

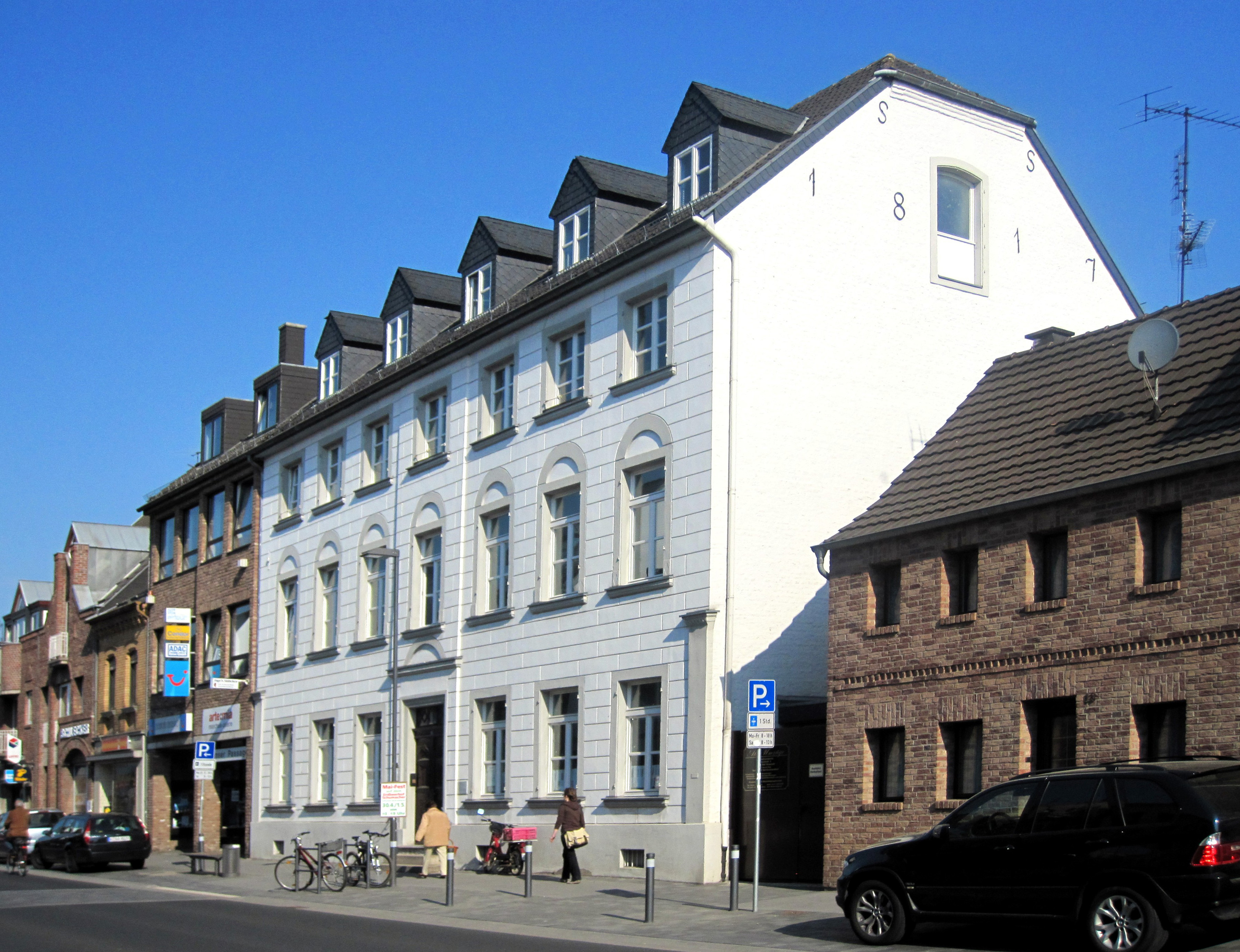
Haus Ganser in Lechenich, im April 2011

Die Privatbrauerei Ganser GmbH & Co. KG war ein Brauereiunternehmen aus Leverkusen, das im Jahr 1869 in Lechenich im Rhein-Erft-Kreis gegründet wurde. Es arbeitet heute noch als Biervertriebsunternehmen.

## Anfänge in Lechenich
Der seit 1868 in Lechenich ansässige Peter Ganser (1842–1891) führte in der Bonner Straße in Lechenich eine Gastwirtschaft und betrieb seit 1869 eine Brauerei, deren Gebäude auf dem Hofgelände hinter dem Wohnhaus lagen. Nach der Reichsgründung 1871 gab Peter Ganser (zwischen 1871 und 1876) seiner Brauerei und Gastwirtschaft den Namen „Deutsches Brauhaus“. Ganser produzierte zunächst untergäriges Kölner Knuppbier. Erst 1879 nach der Errichtung eines größeren Sudhauses und eines Eiskellers war er in der Lage, obergäriges Bier zu brauen.

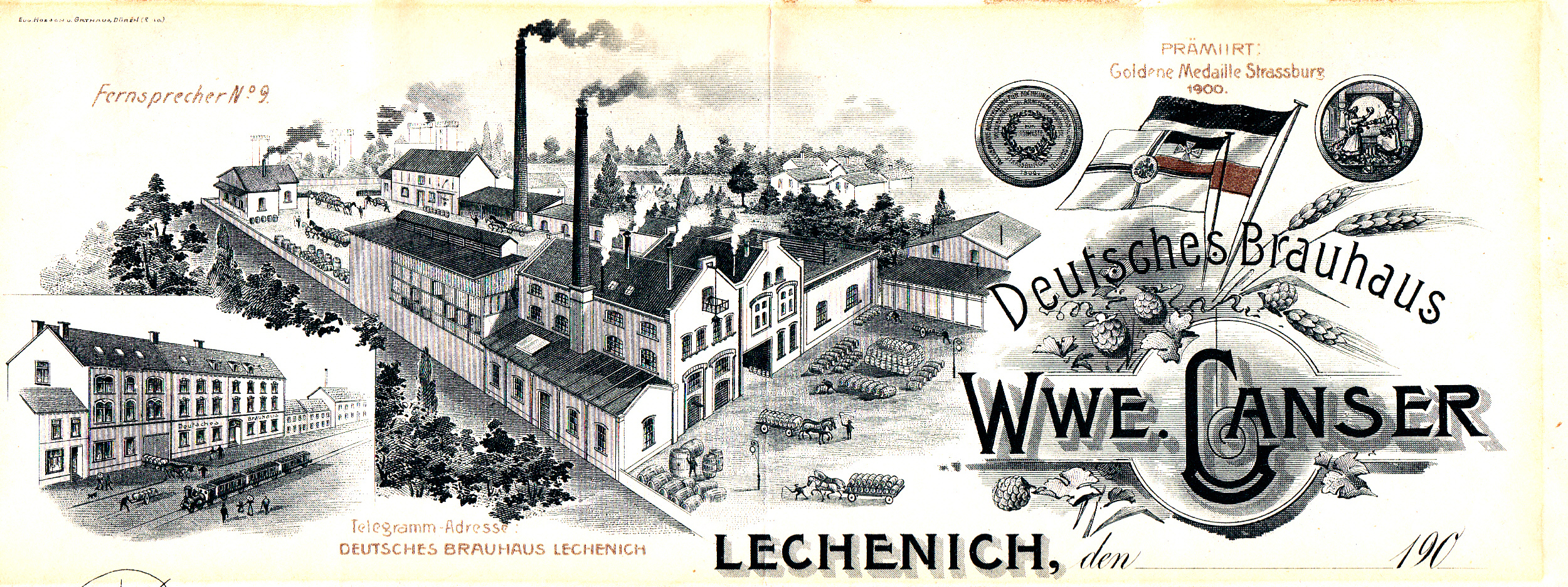
Deutsches Brauhaus Witwe Ganser an der Bonner Straße in Lechenich

Nach dem Tode des Peter Ganser führte der Älteste, Franz Josef Ganser, die Firma. 1895 gründeten die neun Kinder des Peter Ganser eine Handelsgesellschaft unter der Bezeichnung „Deutsches Brauhaus Witwe Ganser mbH“. 1896 erfolgte die Umstellung auf die industrielle Bierherstellung. Die bisherigen Brauereigebäude wurden abgerissen und durch eine moderne Dampfbrauerei ersetzt. 1898 und 1900 folgten weitere Dampfkessel, eine eigene Eisfabrik und eine elektrische Lichtanlage. Die Investitionen führten zu einer Qualitätssteigerung, so dass 1900 auf der Messe in Straßburg das „Ganser Bier“ mit der „Goldenen Medaille“ ausgezeichnet wurde.
Der Braunkohletagebau in der Bürgermeisterei Liblar führte zu einer Absenkung des Grundwasserspiegels in Lechenich, die Folgen für die Brauwasserversorgung der Brauerei hatte. Die Geschwister Ganser waren gezwungen, sich nach einer neuen Produktionsstätte umzusehen.
Die schwierigen wirtschaftlichen Bedingungen in der Zeit des Ersten Weltkrieges führten 1919 zur Einstellung des Braubetriebes in Lechenich. Im Stammhaus wurde lediglich Bier gelagert für die Belieferung der Gaststätten im Lechenicher Umland. Die Firmenbezeichnung „Deutsches Brauhaus Witwe Ganser“ bestand noch bis in die 1920er Jahre, während die Gastwirtschaft in Lechenich schon vor dem Ersten Weltkrieg geschlossen wurde.
Heute erinnert an die Brauzeit in Lechenich ein unter Denkmalschutz stehender großer zweigeschossiger gewölbter Lagerkeller auf dem Hofgrundstück hinter dem „Haus Ganser“.

## Braustätte Wiesdorf
1910 erwarb man bei einer Zwangsversteigerung die in Konkurs gegangene Germania Brauerei in Wiesdorf. Zu diesem Zweck hatten die Brüder Ganser die „Gesellschaft Kronenbrauerei Wiesdorf m.b.H.“ gegründet.
Seit 1936 wurde die Brauerei von der nächsten Generation als Kommanditgesellschaft geführt. Im Zweiten Weltkrieg kam die Produktion nach massiven Zerstörungen der Brauereigebäude durch alliierte Luftangriffe völlig zum Erliegen.
Auf den Wiederaufbau in den Nachkriegsjahren erfolgte nach 1950 die durch die Expansion des Bierabsatzes notwendige Erweiterung der Brauerei. Im Jahre 1972 betrug der Bierausstoß 180.000 hl, der bis etwa 1996 auf diesem Niveau blieb. Außer anfangs „Wiesdorfer Kronenbier“ wurden folgende Biersorten hergestellt, „Ganser Kronen Kölsch“, Ganser Alt, „Ganser Kronen Pils“, „Ganser Kronen Export“, „Ganser Kronen Spezial“, „Alkrath Pilsener“ und „Ganserator“. Die Firma Kronenbrauerei Gebrüder Ganser wurde 1975 in Ganser-Brauerei KG und 1979 in Ganser-Brauerei GmbH & Co. KG umfirmiert und umbenannt.
Ende der 1990er Jahre waren, bedingt durch die große Konkurrenz im Brauereigewerbe sowie Auflagen wegen der zentralen städtischen Lage der Brauereigebäude, starke Einschnitte erforderlich, die zu einem Abbau von Arbeitsplätzen führten. Die Brauereiprodukte wurden reduziert auf Ganser-Kölsch und Rallye Malz.

## Ende der Brauerei
Im Jahre 2000 wurde die Brauerei in Leverkusen geschlossen. Seitdem wurde Ganser-Kölsch im Lohnbrauverfahren bei der zum Kölner Verbund Brauereien GmbH & Co. KG gehörenden Bergischen Löwenbrauerei in Köln-Mülheim hergestellt, heute zur Radeberger Gruppe der Oetker-Gruppe gehörig. Es wurden Kooperationsverträge mit der Bitburger- und der Diebels-Brauerei zur Belieferung von Gaststätten geschlossen. In vielen Gaststätten wurde Ganser-Kölsch zusammen mit Bitburger Pils und Diebels Alt angeboten.
Geschäftsführer des Unternehmens war bis zu seinem Tod am 9. Februar 2018 weiterhin ein Mitglied der Familie Ganser, Peter Josef Ganser.
Seit 2018 wird Ganser-Kölsch nicht mehr gebraut. Als Nachfolger der Brauerei existiert die weiterhin von der Familie Ganser geführte Firma G+P Gastronomie & Event Service GmbH.